# Samuel de Kakhètia
Samuel de Kakhètia (en géorgià: სამოელი ; mort l'any 861) fou un príncep de Kakhètia de 839 a 861.
Fou elegit « corbisbe » després de la mort de Vatxé Kabulidzé pels clans gardabanians que controlaven el poder a Kakhètia.
Aliat amb l'emirat de Tblisi o Tiflis, aleshores governat per l'emir musulmà Ishaq ben Ismail (833-853) revoltat contra el Califat, fou la víctima amb ell de les expedicions punitives organitzades pels governadors Khalid ibn Yazid (840-842) i Bogha el Turc (853-854).
Samuel Donauri, que pot ser identificat amb el « fill de sacerdot que havia esdevingut mthawar » fou fet presoner per Bogha el Turc, i desapareix el 861. Tempta tanmateix de mantenir la seva família al poder afavorint el nomenament del seu nebot Gabriel de Kakhètia o Gabriel Donauri com a successor.